# SI (亀と山Pのアルバム)
『SI』（シー）は、亀梨和也（KAT-TUN）と山下智久によるユニット、亀と山Pの1枚目のフルアルバム。2005年の修二と彰から結成15周年を記念して2020年4月29日にSME Recordsより発売予定だったが、新型コロナウイルスの感染拡大による発売延期ののち発売中止となった。

## 概要
「SI」は、亀と山P初のオリジナルアルバムで、2020年4月29日発売の予定で制作が発表された。「SI」は、大ヒットした「青春アミーゴ」の歌詞のワードでもあり、上下を逆にすると15周年の「15」になることから、遊び心もこめられてアルバムタイトルが付けられた。
ジャケット撮影は、当時建設中の東京・渋谷の複合商業施設「MIYASHITA PARK」で行われ、アートディレクターの藤原ヒロシ氏の撮り下ろしショットがジャケット写真として発表された。また、リード曲の「Amor」にはミュージックビデオも作られた。
新型コロナウィルスの影響による緊急事態宣言発令後の4月13日、発売の延期が決定され、以後の発売日は未定となった。
2020年4月18日から放送されたドラマ『野ブタ。をプロデュース』特別編（日本テレビ）のエンディングでは、「青春アミーゴ（2020ver.）」がオンエアされ話題となった。
4月25日、亀と山Pは「Stay at Home ジャニーズ・ウィークエンド　亀と山PのオールナイトニッポンPremium」（ニッポン放送）に生出演し、「SI」の制作秘話を披露するとともに、「光を」「Beautiful days」「Amor」の3曲のアルバム曲を初オンエアした。
12月26日、山下が事務所を退所した影響により、ジャニーズ事務所とソニーミュージックとの協議の結果、ソニーミュージックの公式ホームページで発売中止が発表された。

## 収録内容

### CD
1. Amor
  - リード曲
  - 作詞：百田留衣、玉井健二、濱名琴
  - 作曲：百田留衣
  - JASRAC作品コード：254-8895-3
2. Dusk till dawn
3. Your Wish
4. Rise Me Up
5. 光を
  - 作詞：濱名琴
  - 作曲：秋浦智裕、玉井健二
  - JASRAC作品コード：254-8896-1
6. Wave
7. Shake your booty
8. Beautiful days
  - 作詞：秋浦智裕、玉井健二
  - 作曲：百田留衣
  - JASRAC作品コード：254-8897-0
9. 青春アミーゴ(2020ver.)
通常盤ボーナストラック。 日本テレビ系ドラマ『野ブタ。をプロデュース』主題歌。[注 1]

### DVD

#### 初回生産限定盤
1. 「Amor」 Music Video
2. 「Amor」 Music Video Making